# Curuzú Cuatiá (Corrientes)
Curuzú Cuatiá is een plaats in het Argentijnse bestuurlijke gebied Curuzú Cuatiá in de provincie Corrientes. De plaats telt 36.390 inwoners.